# Метропольный город Реджо-ди-Калабрия
Метропо́льный го́род Ре́джо-ди-Кала́брия (итал. Città metropolitana di Reggio Calabria) — территориальная единица в области Калабрия в Италии. 
Население метропольного города, на 01.01.2024 года, составляет 515 046 человек, плотность населения ─ 160,56 чел./км². Метропольный город занимает площадь 3207,76 км². 
Образован 7 августа 2016 года на месте упразднённой провинции Реджо-ди-Калабрия. 
Центр территориальной единицы находится в собственно городе Реджо-ди-Калабрия. 

## Коммуны
В состав метропольного города входят 97 коммун:
| - Аноия - Антонимина - Аньяна-Калабра - Ардоре - Африко - Багалади - Баньяра-Калабра - Бенестаре - Бивонджи - Бова - Бовалино - Бова-Марина - Бранкалеоне - Бруццано-Дзеффирио - Бьянко - Вараподьо - Вилла-Сан-Джованни - Галатро - Гроттерия - Дельянуова - Джераче - Джиффоне - Джойоза-Йоника - Джоя-Тауро - Казиньяна - Каланна - Камини - Кампо-Калабро - Кандидони - Каноло - Караффа-дель-Бьянко - Кардето - Карери | - Каулония - Козолето - Кондофури - Лаганади - Лауреана-ди-Боррелло - Локри - Маммола - Марина-ди-Джойоза-Йоника - Маропати - Мартоне - Меликукка - Меликукко - Мелито-ди-Порта-Сальво - Молокьо - Монастераче - Монтебелло-Йонико - Мотта-Сан-Джованни - Оппидо-Мамертина - Палицци - Пальми - Паццано - Плаканика - Плати - Полистена - Портильола - Реджо-ди-Калабрия - Риаче - Риццикони - Рогуди - Розарно - Роккафорте-дель-Греко - Роччелла-Йоника | - Само - Сан-Джованни-ди-Джераче - Сан-Джорджо-Морджето - Сан-Лоренцо - Сан-Лука - Сан-Прокопио - Сан-Пьетро-ди-Карида - Сан-Роберто - Сант-Агата-дель-Бьянко - Санта-Кристина-д’Аспромонте - Сант-Алессио-ин-Аспромонте - Сант-Иларио-делло-Йонио - Санто-Стефано-ин-Аспромонте - Сант-Эуфемия-д’Аспромонте - Сан-Фердинандо - Семинара - Серрата - Сидерно - Синополи - Стаити - Стило - Стиньяно - Таурианова - Терранова-Саппо-Минулио - Феролето-делла-Кьеза - Ферруццано - Фьюмара - Чимина - Чинкуэфронди - Читтанова - Шидо - Шилла |